# Temis (satèl·lit hipotètic)

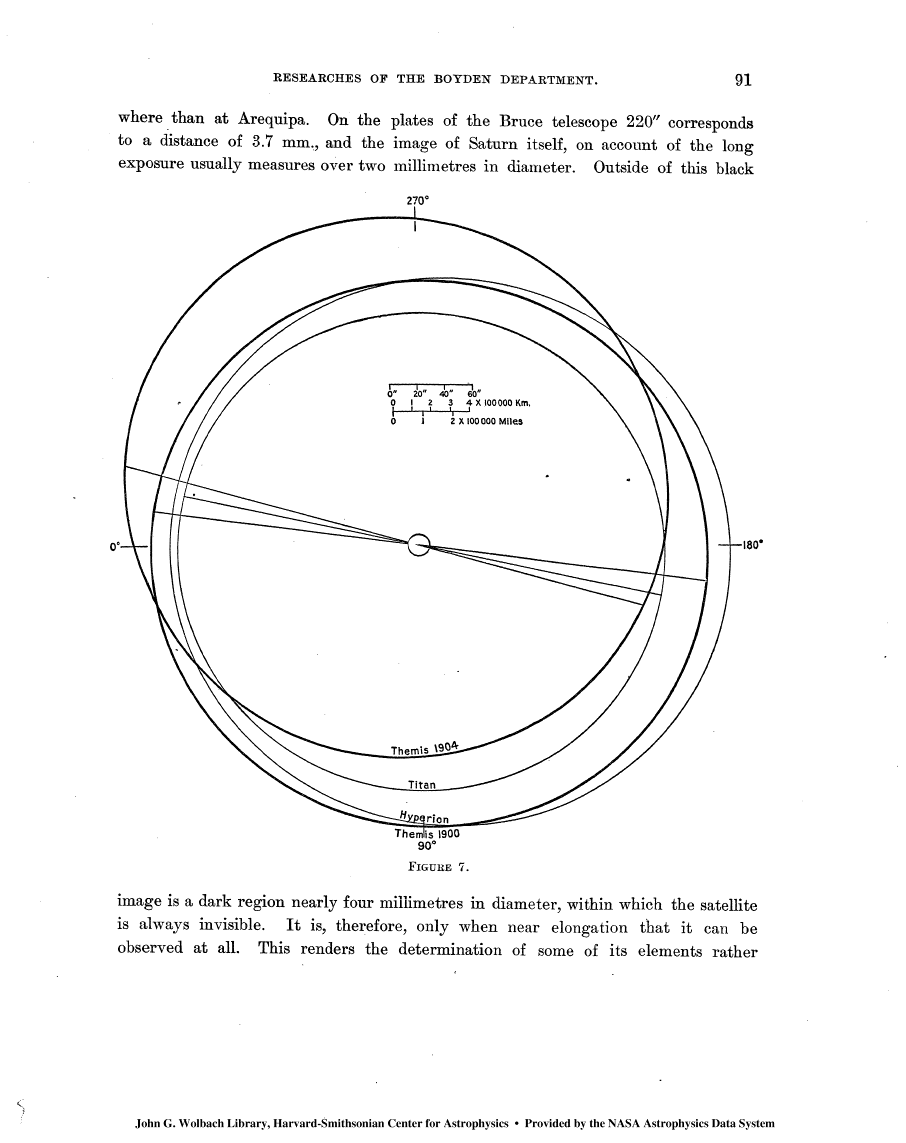
Dues possibles òrbites de Temis com les calculà W. H. Pickering

Temis és un hipotètic satèl·lit de Saturn anunciat per William H. Pickering a l'abril de 1905, qui set anys abans havia descobert el satèl·lit Febe. Les plaques fotogràfiques en les que suposadament apareixia, tretze en total, cobrien un període entre el 17 d'abril i el 8 de juliol de 1904. No obstant, cap altre astrònom ha confirmat mai el descobriment de Pickering.
Pickering intentà calcular una òrbita, que mostrava una inclinació bastant alta (39,1° sobre l'eclíptica), gran excentricitat (0.23) i un semieix major (1,457,000 km) una mica menor que la d'Hiperió. El període era suposadament de 20.85 dies, amb un moviment prògrad.
Pickering estimà el diàmetre en 61 km, però com estimà el diàmetre de Febe en 68 km, és clar que sobrestimà l'albedo; si s'utilitza el valor actual de Febe el diàmetre de Temis seria d'uns 200 km.
Pickering fou guardonat amb el Premi Lalande de l'Acadèmia Francesa de les Ciències el 1906 pel descobriment del novè i desè satèl·lit de Saturn.
El desè satèl·lit de Saturn real (en ordre de descobriment) fou Janus, que fou descobert el 1966 i confirmat el 1980. La seva òrbita està molt llunyà de la suposada òrbita de Temis.
També existeix un asteroide amb el nom de 24 Temis.

## Denominació
Pickering donà el nom de Temis fent referència al tità de la mitologia grega Temis.

## Quiró
L'abril del 1861, Hermann Goldschmidt també creié haver descobert un nou satèl·lit entre Tità i Hiperió, el qual anomenà Quiró. Tampoc no s'ha tornat observat aquest satèl·lit i el seu nom fou utilitzat posteriorment per anomar el cometa/asteroide (2060) Quiró).

## Temis en ficció
- Philip Latham (pseudònim de Robert S. Richardson), en la seva novela Missing Men of Saturn publicat en castellà amb el nom Los invasores de Saturno, fa que Temis col·lideixi amb Tità, "eliminant el petit problema per sempre", segons la seva introducció.
- La novela de ciència-ficció de John Varley Titan, (Tità en català) està situada a bord d'una expedició a Saturn. Quan s'aproximen al planeta i es preparen per entrar en òrbita, l'astrònom a bord descobreixen un nou satèl·lit. En un primer moment pensa que es tracta del satèl·lit perdut de Pickering i per això l'anomena Temis.
- En la trilogia de Robert Anton Wilson Schrödinger's Cat (el gat de Schrödinger en català) es fan freqüents referències al satèl·lit de Pickering.